# Глухие игуаны
Глухие игуаны (Holbrookia) — род ящериц семейства Phrynosomatidae. Содержит пять признанных видов и встречается по всему юго-западу и центру Соединенных Штатов и северу Мексики. У них отсутствует внешнее ушное отверстие, по-видимому, чтобы туда не попадал песок во время рытья. Род назван в честь американского зоолога Джона Эдвардса Холбрука.

## Описание
Длина тела 5—6,5 см, плюс хвост длиной 7,5—10 см. Они, как правило, серого или желтовато коричневого окраса с чёрными пятнами. Самцы, как правило, имеют, в отличие от самок, голубые пятна на боках. У самок часто появляются яркие оранжевые пятна при беременности.

## Распространение
Встречаются в юго-западной и центральной части США, в штатах Техас, Аризона, Нью-Мексико, Юта, Колорадо, Канзас, Оклахома и на север до штатов Небраска, Южная Дакота, и Вайоминг. Они также найдены в Мексике, в штатах Сонора, Чиуауа, Коауила, Синалоа, Дуранго, Сакатекас, Сан-Луис-Потоси, Нуэво-Леон, Тамаулипас и Веракрус.

## Образ жизни и питание
Дневные животные. Проводят большую часть времени греясь на солнце, даже в разгар дня, пока температура поверхности не достигнет примерно 40 °С, тогда они прячутся в расщелины скал или норы. Питаются насекомыми.

## Виды
- Holbrookia approximans
- Holbrookia elegans
- Пятнистохвостая глухая игуана (Holbrookia lacerata)[3]
- Пятнистая глухая игуана (Holbrookia maculata)[3]
- Ребристая глухая игуана (Holbrookia propinqua)[3]